# アブロ 720

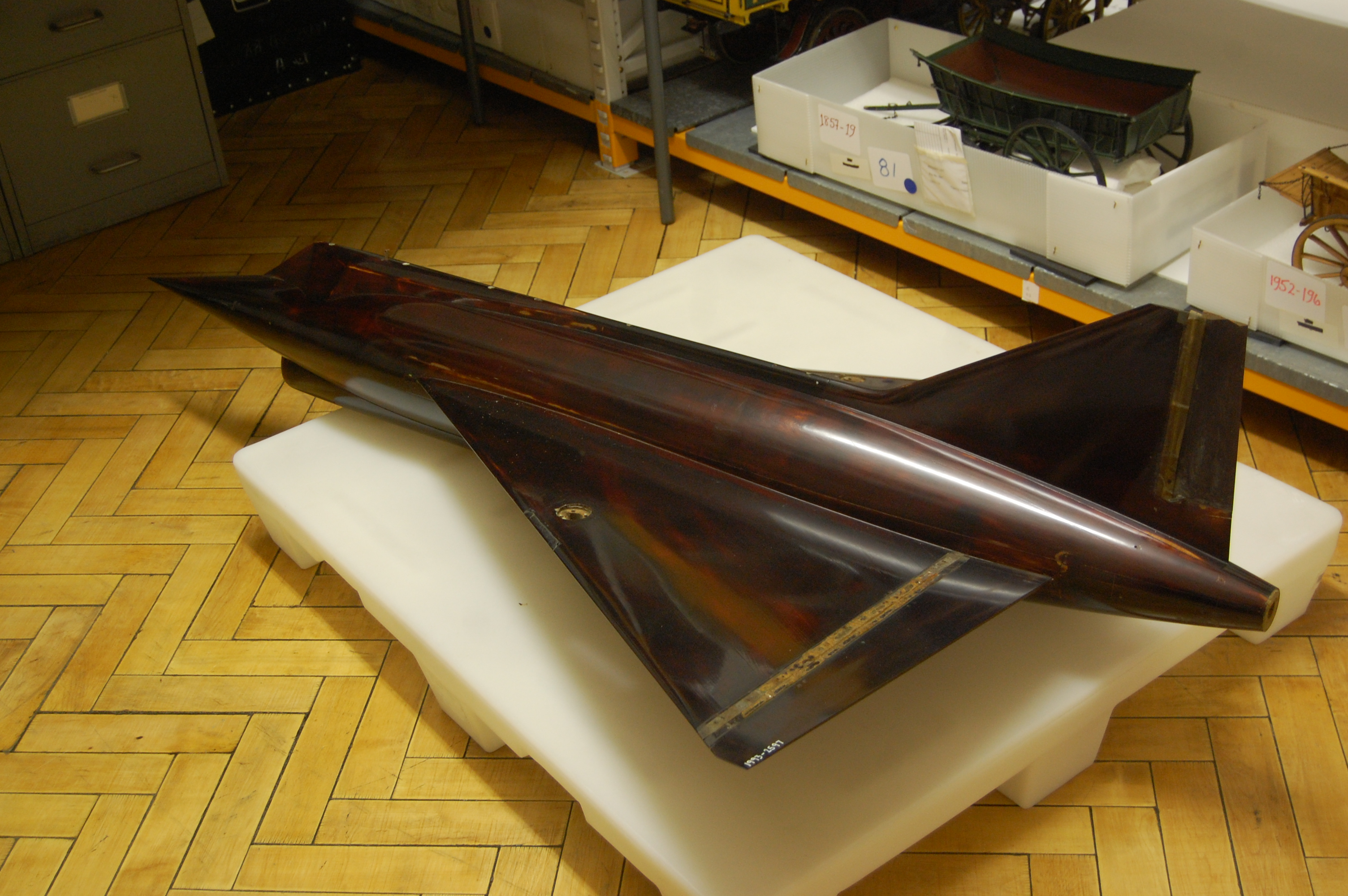
アブロ720の風洞模型

アブロ 720（Avro 720）はイギリスのアブロ社で開発されていた迎撃戦闘機(要撃機)。1956年に開発中止となり、実機は制作されていない。

## 概要
1950年代に入り、イギリス空軍は高性能の迎撃戦闘機を求めていた。当時のジェットエンジンは非力な面があり、十分な高空・高速性能を得るためにロケット動力機に関心が向けられていた。イギリス空軍は1952年に作戦要求301（OR.301）を出し、ロケット動力も有する迎撃機の開発を求めた。これによりアブロ 720とサンダース・ロー SR.53の2機種の開発が開始されることとなった。
アブロ 720はジェットエンジンとロケットエンジンの混合動力機であり、デルタ翼を有していた。ロケットエンジンは胴体上部を占め、ノズルは機体末尾にある。液体燃料ロケットエンジンであり、酸化剤に液体酸素、燃料にケロシンを用いるものであった。ターボジェットエンジンは機体下部にあり、インテイクも機首下部に持つ。エンジンを胴体内に上下に装備しているため、胴体は縦長の断面であった。垂直尾翼も三角の形状であった。武装は空対空ミサイル2発が搭載予定となっていた。
サンダース・ロー SR.53は開発が継続されたものの、アブロ 720は1956年にモックアップ段階で開発中止となった。

## 要目（計画値）
出典：The British Fighter since 1912
諸元
- 乗員：1名
- 全長：12.88 m(42 ft 3 in)
- 翼幅：8.319 m(27 ft 3.5 in)
- 翼面積：15.4 m2(166 ft2)
- 空虚重量：3,543 kg(7,812 lb)
- 最大離陸重量：7,972 kg(17,575 lb)
- 動力：
  - アームストロング・シドレー スクリーマー（英語版） 液体燃料ロケットエンジン × 1
    - 推力：36.0 kN(8,000 lb)

  - アームストロング・シドレー ヴァイパー ASV.8 ターボジェットエンジン × 1
    - 推力：7.8 kN(1,750 lbf)

性能
- 最大速度：2,124 km/h（マッハ2.0; 1,320 mph; 1,147 kn）、高度12,200 m(40,000 ft)時
- 実用上昇限度：18,288 m(60,000 ft)

武装
- ファイアストリーク 赤外線ホーミング空対空ミサイル × 2